# Големоградска базилика II
Базилика II (на македонска литературна норма: Базилика II) е раннохристиянска православна базилика, чиито руини са открити на преспанския остров Голем град, Северна Македония.

## Местоположение
Базиликата е разположена в централната част на Голем град.

## Описание
Базиликата представлява еднокорабен храм. Датира от V – VI век.